# (21126) Katsuyoshi
(21126) Katsuyoshi est un astéroïde de la ceinture principale.

## Description
(21126) Katsuyoshi est un astéroïde de la ceinture principale. Il fut découvert le 19 janvier 1993 à Geisei par Tsutomu Seki. Il présente une orbite caractérisée par un demi-grand axe de 2,41 UA, une excentricité de 0,14 et une inclinaison de 7,0° par rapport à l'écliptique.

## Compléments